# Lars Korvald
Lars Korvald (Mjøndalen, 29 aprile 1916 – Mjøndalen, 4 luglio 2006) è stato un politico norvegese, esponente del partito popolare cristiano e primo ministro della Norvegia dal 17 ottobre 1972 al 12 ottobre 1973.
Eletto in parlamento nel 1961 in rappresentanza della provincia di Østfold, nel 1965 diventa capogruppo dei cristiano-popolari e nel 1967 viene eletto leader del partito.
Nel 1981 si ritira dalla politica nazionale per dedicarsi all'avvità di sindaco di Østfold.
Nominato primo ministro dopo le dimissioni di Trygve Bratteli, alla vigilia del referendum per l'adesione della Norvegia alla Comunità Economica Europea, Korvald è stato il primo esponente dei cristiano-popolari ad aver guidato un governo norvegese.